# Cynthia Solomon
Cynthia Solomon (Somerville, 1938) es una científica computacional estadounidense, doctora en pedagogía por Harvard y divulgadora científica especializada en inteligencia artificial, conocida sobre todo por sus aportaciones en inteligencia artificial y por popularizar la programación informática para niños y niñas. En particular, es una de las cocreadoras del primer lenguaje de programación educativo, el lenguaje de programación Logo.